# Braquimetatarsia

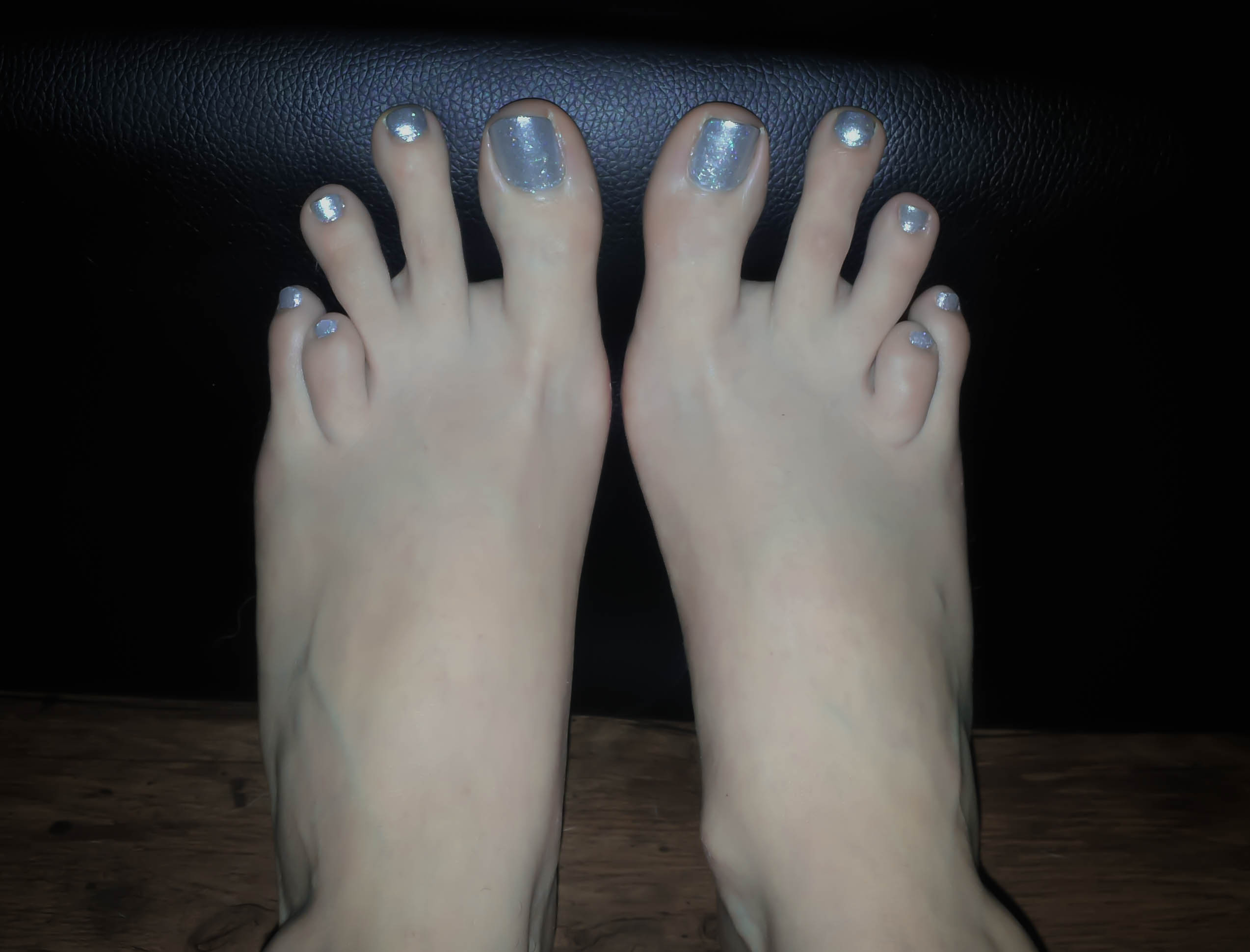
Braquimetatarsia bilateral

Braquimetatarsia  (do grego brachys, que se traduz por «curto», e metatarsia, relativo ao metatarso) é uma rara condição congênita causada pelo fechamento prematuro da epífise, o que torna um dos cinco ossos longos do pé (o metatarso) anormalmente curto, resultando em um dedo menor e mais elevado que os outros. Tal anomalia é também conhecida nos meios científicos como «metatarso curto congênito».

## Etiologia
De origem imprecisa, esta afecção pode ocorrer por causas congénitas, traumáticas, iatrogénicas e associada a síndromes, como a de Aarskog-Scott e a de Apert.

## Epidemiologia
A braquimetatarsia é uma condição genética rara, cuja ocorrência é vinte e cinco vezes mais comum em mulheres que em homens, normalmente em ambos os pés (bilateralmente) e no quarto dedo. Normalmente só se torna visível a partir dos quatro anos, com o fechamento paulatino das placas ósseas.

## Tratamento
O tratamento pode ser corretivo ou cirúrgico. O corretivo lança mão do uso de calçados adaptados. Já a correção cirúrgica pode ser feita tanto pelo alongamento do dedo afetado — usando-se um fixador externo — como por um procedimento cirúrgico (também de alongamento da estrutura óssea) feito de uma única vez, usando enxerto do ílio do próprio paciente.
Recentemente, técnicas cirúrgicas minimamente invasivas, como o denominado «Alongamento em Z», têm sido utilizadas satisfatoriamente para resolver diversos casos.